# 10. etape af Giro d'Italia 2024
10. etape af Giro d'Italia 2024 var en 142 km lang bjergetape med en samlet stigning på 2.850 m. Den blev kørt den 14. maj 2024 med start i Pompei og mål i Cusano Mutri. Det var første etape efter løbets første hviledag.

## Resultater

### Etaperesultat
| \| Etaperesultat \| Etaperesultat \| Etaperesultat \| Etaperesultat \| Etaperesultat \| \| Rytter \| Rytter \| Hold \| Tid \| \| \| ------------- \| ---------------------- \| ----------------------------- \| ------------- \| ------------- \| \| 1. \| Valentin Paret-Peintre \| Decathlon-AG2R La Mondiale \| 3t 43' 50" \| \| \| 2. \| Romain Bardet \| Team dsm-firmenich PostNL \| + 30" \| \| \| 3. \| Jan Tratnik \| Team Visma \\| Lease a Bike \| + 1' 00" \| \| \| 4. \| Andrea Bagioli \| Lidl-Trek \| + 1' 17" \| \| \| 5. \| Aurélien Paret-Peintre \| Decathlon-AG2R La Mondiale \| + 1' 24" \| \| \| 6. \| Simon Geschke \| Cofidis \| + 1' 24" \| \| \| 7. \| Filippo Zana \| Team Jayco AlUla \| + 1' 24" \| \| \| 8. \| Domenico Pozzovivo \| VF Group-Bardiani CSF-Faizanè \| + 1' 24" \| \| \| 9. \| Nicola Conci \| Alpecin-Deceuninck \| + 1' 41" \| \| \| 10. \| Esteban Chaves \| EF Education-EasyPost \| + 1' 56" \| \| |                        |                               |            |
| |                        |                               |            |
| Kilder: ProCyclingStats Cycling Quotient |                        |                               |            |
| Etaperesultat |                        |                               |            |
| Rytter | Rytter                 | Hold                          | Tid        |
| 1. | Valentin Paret-Peintre | Decathlon-AG2R La Mondiale    | 3t 43' 50" |
| 2. | Romain Bardet          | Team dsm-firmenich PostNL     | + 30"      |
| 3. | Jan Tratnik            | Team Visma \| Lease a Bike    | + 1' 00"   |
| 4. | Andrea Bagioli         | Lidl-Trek                     | + 1' 17"   |
| 5. | Aurélien Paret-Peintre | Decathlon-AG2R La Mondiale    | + 1' 24"   |
| 6. | Simon Geschke          | Cofidis                       | + 1' 24"   |
| 7. | Filippo Zana           | Team Jayco AlUla              | + 1' 24"   |
| 8. | Domenico Pozzovivo     | VF Group-Bardiani CSF-Faizanè | + 1' 24"   |
| 9. | Nicola Conci           | Alpecin-Deceuninck            | + 1' 41"   |
| 10. | Esteban Chaves         | EF Education-EasyPost         | + 1' 56"   |

### Klassement efter etapen
| \| Samlede stilling \| Samlede stilling \| Samlede stilling \| Samlede stilling \| Samlede stilling \| \| Rytter \| Rytter \| Hold \| Tid \| \| \| ---------------- \| ----------------- \| -------------------------- \| ---------------- \| ---------------- \| \| 1. \| Tadej Pogačar \| UAE Team Emirates \| 36t 46' 08" \| \| \| 2. \| Daniel Martínez \| Bora-Hansgrohe \| + 2' 40" \| \| \| 3. \| Geraint Thomas \| Ineos Grenadiers \| + 2' 58" \| \| \| 4. \| Ben O'Connor \| Decathlon-AG2R La Mondiale \| + 3' 39" \| \| \| 5. \| Cian Uijtdebroeks \| Team Visma \\| Lease a Bike \| + 4' 15" \| \| \| 6. \| Antonio Tiberi \| Bahrain Victorious \| + 4' 27" \| \| \| 7. \| Romain Bardet \| Team dsm-firmenich PostNL \| + 4' 57" \| \| \| 8. \| Lorenzo Fortunato \| Astana Qazaqstan Team \| + 5' 19" \| \| \| 9. \| Filippo Zana \| Team Jayco AlUla \| + 5' 23" \| \| \| 10. \| Einer Rubio \| Movistar Team \| + 5' 28" \| \| |                   |                            |             |
| |                   |                            |             |
| Kilder: ProCyclingStats Cycling Quotient |                   |                            |             |
| Samlede stilling |                   |                            |             |
| Rytter | Rytter            | Hold                       | Tid         |
| 1. | Tadej Pogačar     | UAE Team Emirates          | 36t 46' 08" |
| 2. | Daniel Martínez   | Bora-Hansgrohe             | + 2' 40"    |
| 3. | Geraint Thomas    | Ineos Grenadiers           | + 2' 58"    |
| 4. | Ben O'Connor      | Decathlon-AG2R La Mondiale | + 3' 39"    |
| 5. | Cian Uijtdebroeks | Team Visma \| Lease a Bike | + 4' 15"    |
| 6. | Antonio Tiberi    | Bahrain Victorious         | + 4' 27"    |
| 7. | Romain Bardet     | Team dsm-firmenich PostNL  | + 4' 57"    |
| 8. | Lorenzo Fortunato | Astana Qazaqstan Team      | + 5' 19"    |
| 9. | Filippo Zana      | Team Jayco AlUla           | + 5' 23"    |
| 10. | Einer Rubio       | Movistar Team              | + 5' 28"    |

#### Pointkonkurrencen
| Pointkonkurrence | Pointkonkurrence | Pointkonkurrence              | Pointkonkurrence | Pointkonkurrence |
| Rytter           | Rytter           | Hold                          | Point            |                  |
| ---------------- | ---------------- | ----------------------------- | ---------------- | ---------------- |
| 1.               | Jonathan Milan   | Lidl-Trek                     | 174 point        |                  |
| 2.               | Kaden Groves     | Alpecin-Deceuninck            | 122 point        |                  |
| 3.               | Tim Merlier      | Soudal Quick-Step             | 100 point        |                  |
| 4.               | Filippo Fiorelli | VF Group-Bardiani CSF-Faizanè | 71 point         |                  |
| 5.               | Andrea Pietrobon | Team Polti Kometa             | 68 point         |                  |
| 6.               | Tadej Pogačar    | UAE Team Emirates             | 57 point         |                  |
| 7.               | Benjamin Thomas  | Cofidis                       | 56 point         |                  |
| 8.               | Jhonatan Narváez | Ineos Grenadiers              | 45 point         |                  |
| 9.               | Michael Valgren  | EF Education-EasyPost         | 40 point         |                  |
| 10.              | Phil Bauhaus     | Bahrain Victorious            | 37 point         |                  |

#### Bjergkonkurrencen
| Bjergkonkurrence | Bjergkonkurrence       | Bjergkonkurrence              | Bjergkonkurrence | Bjergkonkurrence |
| Rytter           | Rytter                 | Hold                          | Point            |                  |
| ---------------- | ---------------------- | ----------------------------- | ---------------- | ---------------- |
| 1.               | Tadej Pogačar          | UAE Team Emirates             | 104 point        |                  |
| 2.               | Simon Geschke          | Cofidis                       | 58 point         |                  |
| 3.               | Valentin Paret-Peintre | Decathlon-AG2R La Mondiale    | 55 point         |                  |
| 4.               | Daniel Martínez        | Bora-Hansgrohe                | 52 point         |                  |
| 5.               | Lilian Calmejane       | Intermarché-Wanty             | 32 point         |                  |
| 6.               | Romain Bardet          | Team dsm-firmenich PostNL     | 32 point         |                  |
| 7.               | Geraint Thomas         | Ineos Grenadiers              | 22 point         |                  |
| 8.               | Andrea Piccolo         | EF Education-EasyPost         | 18 point         |                  |
| 9.               | Filippo Fiorelli       | VF Group-Bardiani CSF-Faizanè | 18 point         |                  |
| 10.              | Ben O'Connor           | Decathlon-AG2R La Mondiale    | 17 point         |                  |

#### Ungdomskonkurrencen
| Ungdomskonkurrence | Ungdomskonkurrence     | Ungdomskonkurrence         | Ungdomskonkurrence | Ungdomskonkurrence |
| Rytter             | Rytter                 | Hold                       | Tid                |                    |
| ------------------ | ---------------------- | -------------------------- | ------------------ | ------------------ |
| 1.                 | Cian Uijtdebroeks      | Team Visma \| Lease a Bike | 36t 50' 23"        |                    |
| 2.                 | Antonio Tiberi         | Bahrain Victorious         | + 12"              |                    |
| 3.                 | Filippo Zana           | Team Jayco AlUla           | + 1' 08"           |                    |
| 4.                 | Thymen Arensman        | Ineos Grenadiers           | + 1' 37"           |                    |
| 5.                 | Alex Baudin            | Decathlon-AG2R La Mondiale | + 2' 23"           |                    |
| 6.                 | Davide Piganzoli       | Team Polti Kometa          | + 7' 15"           |                    |
| 7.                 | Giovanni Aleotti       | Bora-Hansgrohe             | + 10' 00"          |                    |
| 8.                 | Valentin Paret-Peintre | Decathlon-AG2R La Mondiale | + 18' 33"          |                    |
| 9.                 | Mauri Vansevenant      | Soudal Quick-Step          | + 23' 40"          |                    |
| 10.                | Edoardo Zambanini      | Bahrain Victorious         | + 35' 19"          |                    |

#### Holdkonkurrencen
| Holdkonkurrence | Holdkonkurrence               | Holdkonkurrence | Holdkonkurrence |
| Hold            | Hold                          | Tid             |                 |
| --------------- | ----------------------------- | --------------- | --------------- |
| 1.              | Decathlon-AG2R La Mondiale    | 110t 32' 27"    |                 |
| 2.              | Ineos Grenadiers              | + 7' 07"        |                 |
| 3.              | Bora-Hansgrohe                | + 20' 31"       |                 |
| 4.              | UAE Team Emirates             | + 27' 10"       |                 |
| 5.              | Astana Qazaqstan Team         | + 29' 26"       |                 |
| 6.              | VF Group-Bardiani CSF-Faizané | + 33' 47"       |                 |
| 7.              | Team Visma \| Lease a Bike    | + 42' 15"       |                 |
| 8.              | Bahrain Victorious            | + 46' 07"       |                 |
| 9.              | EF Education-EasyPost         | + 47' 02"       |                 |
| 10.             | Movistar Team                 | + 48' 02"       |                 |